# Демченко, Владимир Алексеевич
Владимир Алексеевич Демченко (10 мая 1959) — советский футболист, защитник, казахстанский футбольный функционер, тренер.

## Биография
Всю карьеру игрока провёл в команде второй советской лиги «Химик» Джамбул (Казахская ССР). В 1977—1989 годах провёл 338 (328) матчей, забил 10 голов.
Работал в казахстанских клубах «Атырау» (2002—2003, администратор), «Тараз» (2004—2007, 2011, администратор/менеджер), «Жетысу» (2009, администратор), «Лашын» (2012, массажист; 2013—2014, физиотерапевт). Тренер в «Атырау» в 2015—2016 годах.